# سفر فیل
فیل سفر (به انگلیسی: The Elephant's Journey) (به پرتغالی: A Viagem do Elefante) رمان نویسنده پرتقالی ژوزه ساراماگو برنده جایزه نوبل است که اولین بار در سال ۲۰۰۸ و با ترجمه انگلیسی در سال ۲۰۱۰ منتشر شده.